# Rolf Gantenberg
Rolf Gantenberg (* 1905 in Duisburg; † 1968) war ein deutscher Jurist und Richter am Bundesfinanzhof.

## Leben
Gantenberg war der Sohn eines Gewerbeschuldirektors und katholischer Konfession. Er studierte Rechtswissenschaften in Tübingen. Von 1924 bis zu seinem Austritt 1963 war er Mitglied der Studentenverbindung Landmannschaft Ghibellinia Tübingen.  Er wurde 1928 in Bonn zum Dr. iur. promoviert.
Er war von 1933 bis 1939 bei verschiedenen Finanzämtern tätig. Von 1939 bis 1942 war er an der Reichsfinanzschule in Berlin. Danach war er von 1942 bis 1944 beim Oberfinanzpräsidium Berlin und von 1944 bis 1945 Reichsfinanzministerium, wo er 1944 Oberregierungsrat wurde.
Nach dem Zweiten Weltkrieg war er von 1948 bis 1956 bei der Oberfinanzdirektion Düsseldorf, wo er 1952 Regierungsdirektor wurde. Von 1956 bis 1963 war er Bundesrichter beim Bundesfinanzhof.